# 75. Oscar-gála
A 75. Oscar-gálát eredetileg különösen vidám hangulatúra tervezték, a 75. évforduló miatt. Az ünnepi hangulatot azonban elrontotta az USA vezette invázió Irak ellen, ami majdnem egybeesett a ceremóniával. Ennek eredményeként a showelemekből kicsit visszavettek, és néhány nyertes, (köztük Adrien Brody és Michael Moore) megragadta a lehetőséget hogy kifejezzék a tiltakozásukat az invázióval szemben. A dokumentumfilmes Errol Morris, aki a legjobb dokumentumfilm díját is elnyerte a 76. Oscar-gálán, készített egy  rövidfilmet, amit a gálán levetítettek. A filmben kb. 100 ember beszélget mozifilmekről, köztük Laura Bush, Mihail Gorbacsov, Iggy Pop, Lou Reed, Kenneth Arrow, az 1972-es közgazdasági Nobel-díj nyertese, valamint Morris Hamilton nevű fia.
A gála nézettsége nagyon alacsony volt, második helyre szorult az American Idol mögött.[forrás?]

## A csók
Halle Berry bejelentette a legjobb férfi főszereplő győztesét, Adrien Brodyt. Ő kiment a színpadra és mindenkit meglepett azzal, különösen Halle Berry-t, hogy szenvedélyesen megcsókolta a színésznőt. Mikor befejezték a csókolózást, Adrien hátat fordított Halle Berrynek, és ezt mondta: „fogadjunk, nem is tudták, hogy ez volt az ajándékok között”.
A csókot később több alkalommal parodizálták. Újra megtörtént Adrien Brody és Queen Latifah között a 2003 MTV Movie Awards „Legjobb csók” díjának átadásakor. Ráadásul, a 76. Oscar-gálán Brody látványosan szájfrissítőt használt mielőtt a legjobb női főszereplő díját átadta volna Charlize Theronnak.

## Díjak és jelölések

### Színészek
Legjobb férfi főszereplő
- Adrien Brody – A zongorista {"Wladyslaw Szpilman"}
- Nicolas Cage – Adaptáció {"Charlie Kaufman & Donald Kaufman"}
- Michael Caine – A csendes amerikai {"Thomas Fowler"}
- Daniel Day-Lewis – New York bandái {"Bill 'The Butcher' Cutting"}
- Jack Nicholson – Schmidt története {"Warren Schmidt"}

Legjobb férfi mellékszereplő
- Chris Cooper – Adaptáció {"John Laroche"}
- Ed Harris – Az órák {"Richard Brown"}
- Paul Newman – A kárhozat útja {"John Rooney"}
- John C. Reilly – Chicago {"Amos Hart"}
- Christopher Walken – Kapj el, ha tudsz {"Frank Abagnale"}

Legjobb női főszereplő
- Salma Hayek – Frida {"Frida Kahlo"}
- Nicole Kidman – Az órák {"Virginia Woolf"}
- Diane Lane – A hűtlen {"Connie Sumner"}
- Julianne Moore – Távol a mennyországtól {"Cathy Whitaker"}
- Renée Zellweger – Chicago {"Roxie Hart"}

Legjobb női mellékszereplő
- Kathy Bates – Schmidt története {"Roberta Hertzel"}
- Julianne Moore – Az órák {"Laura Brown"}
- Queen Latifah – Chicago {"Matron Mama Morton"}
- Meryl Streep – Adaptáció {"Susan Orlean"}
- Catherine Zeta-Jones – Chicago {"Velma Kelly"}

### Filmek
Legjobb film
- Chicago – Martin Richards, producer
- A gyűrűk ura: A két torony – Barrie M. Osborne, Fran Walsh és Peter Jackson, producerek
- New York bandái – Alberto Grimaldi és Harvey Weinstein, producerek
- Az órák – Scott Rudin és Robert Fox, producerek
- A zongorista – Roman Polański, Robert Benmussa and Alain Sarde, producerek

Legjobb idegen nyelvű film
- Amaro atya bűnei – Mexikó
- Hontalanul Afrikában – Németország
- Hős – Kína
- A múlt nélküli ember – Finnország
- Zus és Zo – Dánia

Legjobb animációs rövidfilm
- The Cathedral – Tomek Baginski
- The ChubbChubbs! – Eric Armstrong
- Das Rad – Chris Stenner, Heidi Wittlinger
- Mike új kocsija – Pete Docter, Roger Gould
- Mt. Head – Koji Yamamura

Legjobb rövidfilm
- Fait D'Hiver – Dirk Beliën, Anja Daelemans
- I'll Wait for the Next One… (J'Attendrai Le Suivant…) – Philippe Orreindy, Thomas Gaudin
- Inja (Dog) – Steven Pasvolsky, Joe Weatherstone
- Johnny Flynton – Lexi Alexander, Alexander Buono
- This Charming Man (Der Er En Yndig Mand) – Martin Strange-Hansen, Mie Andreasen

Legjobb animációs film
- Chihiro Szellemországban – Hayao Miyazaki
- Jégkorszak – Chris Wedge
- A kincses bolygó – Ron Clements
- Lilo és Stitch – A csillagkutya – Chris Sanders
- Szilaj, a vad völgy paripája – Jeffrey Katzenberg

Legjobb dokumentumfilm
- Daughter from Danang – Gail Dolgin, Vicente Franco
- Kóla, puska, sültkrumpli – Michael Moore, Michael Donovan
- Prisoner of Paradise – Malcolm Clarke, Stuart Sender
- Spellbound – Jeffrey Blitz, Sean Welch
- Vándormadarak – Jacques Perrin

Legjobb rövid dokumentumfilm
- The Collector of Bedford Street – Alice Elliott
- Mighty Times: The Legacy of Rosa Parks – Robert Hudson, Bobby Houston
- Twin Towers – Bill Guttentag, Robert David Port
- Why Can't We Be a Family Again? – Roger Weisberg, Murray Nossel

### Alkotók
Legjobb rendező
- Beszélj hozzá! – Pedro Almodóvar
- Chicago – Rob Marshall
- New York bandái – Martin Scorsese
- Az órák – Stephen Daldry
- A zongorista – Roman Polański

Legjobb adaptált forgatókönyv
- Adaptáció – Charlie Kaufman és Donald Kaufman
- Chicago – Bill Condon
- Egy fiúról – Peter Hedges és Chris Weitz & Paul Weitz
- Az órák – David Hare
- A zongorista – Ronald Harwood

Legjobb eredeti forgatókönyv
- Anyádat is – Carlos Cuarón és Alfonso Cuarón
- Bazi nagy görög lagzi – Nia Vardalos
- Beszélj hozzá! – Pedro Almodóvar
- New York bandái – Jay Cocks és Steve Zaillian és Kenneth Lonergan; történet: Jay Cocks
- Távol a mennyországtól – Todd Haynes

Legjobb látványtervezés
- Chicago – művészeti rendező: John Myhre; díszlettervező: Gordon Sim
- Frida – művészeti rendező: Felipe Fernández del Paso; díszlettervező: Hania Robledo
- A gyűrűk ura: A két torony – művészeti rendező: Grant Major; díszlettervező: Dan Hennah and Alan Lee
- A kárhozat útja – művészeti rendező: Dennis Gassner; díszlettervező: Nancy Haigh
- New York bandái – művészeti rendező: Dante Ferretti; díszlettervező: Francesca Lo Schiavo

Operatőr
- Chicago – Dion Beebe
- A kárhozat útja – Conrad L. Hall
- New York bandái – Michael Ballhaus
- Távol a mennyországtól – Edward Lachman
- A zongorista – Pawel Edelman

Jelmeztervező
- Chicago – Colleen Atwood
- Frida – Julie Weiss
- New York bandái – Sandy Powell
- Az órák – Ann Roth
- A zongorista – Anna Sheppard

Legjobb vágás
- Chicago – Martin Walsh
- A gyűrűk ura: A két torony – Michael Horton
- New York bandái – Thelma Schoonmaker
- Az órák – Peter Boyle
- A zongorista – Hervé de Luze

Legjobb smink
- Frida – John Jackson, Beatrice De Alba
- Az időgép – John M. Elliott Jr., Barbara Lorenz

Legjobb eredeti filmzene
- Frida – Elliot Goldenthal
- Kapj el, ha tudsz – John Williams
- A kárhozat útja – Thomas Newman
- Az órák – Philip Glass
- Távol a mennyországtól – Elmer Bernstein

Legjobb eredeti dal
- 8 mérföld ("Lose Yourself") – zene Eminem, Jeff Bass és Luis Resto; dalszöveg Eminem
- Chicago ("I Move On") – zene John Kander; dalszöveg Fred Ebb
- Frida ("Burn It Blue") – zene Elliot Goldenthal; dalszöveg Julie Taymor
- New York bandái ("The Hands That Built America") – U2
- A Thornberry család – A mozifilm ("Father and Daughter") – Paul Simon

Legjobb hang
- Chicago – Michael Minkler, Dominick Tavella, David Lee
- A gyűrűk ura: A két torony – Christopher Boyes, Michael Semanick, Michael Hedges, Hammond Peek
- A kárhozat útja – Scott Millan, Bob Beemer, John Patrick Pritchett
- New York bandái – Tom Fleischman, Eugene Gearty, Ivan Sharrock
- Pókember – Kevin O'Connell, Greg P. Russell, Ed Novick

Legjobb hangvágás
- A gyűrűk ura: A két torony – Ethan Van der Ryn, Michael Hopkins
- A kárhozat útja – Scott A. Hecker
- Különvélemény – Richard Hymns, Gary Rydstrom

Vizuális effektek
- A Gyűrűk Ura: A két torony – Jim Rygiel, Joe Letteri, Randall William Cook, Alex Funke
- Pókember – John Dykstra, Scott Stokdyk, Anthony LaMolinara, John Frazier
- Star Wars II. rész – A klónok támadása – Rob Coleman, Pablo Helman, John Knoll, Ben Snow

### Életműdíj
A veterán színész és gyakori Oscar-jelölt Peter O’Toole kapta meg az életműdíjat olyan filmfőszerepeiért, mint például az Arábiai Lawrence.

### Különdíjak
Ez volt az egyetlen olyan év a díjátadás történetében amikor nem mutattak bejátszást minden Oscarra jelölt színésztől. Ehelyett, az elmúlt 75 évben díjazott legjobb férfi vagy női szereplőktől és mellékszereplőktől mutattak bejátszásokat.
Az Oscar-díj 75 évének ünnepléseként az Akadémia nagyszámú Oscar-díjas színészt és színésznőt hívott meg a ceremóniára, de ebben az évben kevesebben voltak, mint a 70. Oscar-gálán.

### In Memoriam
Susan Sarandon vezette föl az elmúlt évben elhunytakról készült montázst. A következő személyek szerepeltek benne: Lew Wasserman, Richard Sylbert látványtervező, Eddie Bracken, George Sidney rendező, Katy Jurado, Jack Brodsky producer, Dudley Moore, John Frankenheimer rendező, Rod Steiger, Norman Panama író, Horst Buchholz, J. Lee Thompson rendező, Leo McKern, Milton Berle, Ward Kimball animátor, Richard Crenna, Charles Guggenheim dokumentarista, Rosemary Clooney, Daniel Taradash író, Signe Hasso, Walter Scharf zeneszerző, Kim Hunter, Adolph Green dalszövegíró, Alberto Sordi, Conrad Hall operatőr, George Roy Hill rendező, Richard Harris, James Coburn és Billy Wilder rendező.